# Даллас Торнадо
«Даллас Торнадо» (англ. Dallas Tornado) — бывшая футбольная команда, базировавшаяся в Далласе, которая играла в Североамериканской футбольной лиге. Они выступали в NASL с 1967 по 1981 годы. Их домашними аренами были стадионы «Коттон Боул» (1967—1968), «Стадион Кобб» (1969), «Франклин Филд» (1970—1971), «Стадион Техас» (1972—1975, 1980—1981) и «Стадион Овнби», принадлежавший ЮМУ (1976—1979). В шоубол клуб играл на «Реюнион Арене» (1980—1981).

## История
Эта франшиза была одним из первых клубов, которые в 1967 году играли в Объединённой футбольной ассоциации — один из двух предшественников NASL. Ассоциация была составлена из международных клубов, игравших в американских городах. Команда, которая играла как «Даллас Торнадо», была, на самом деле, «Данди Юнайтед» из шотландской футбольной лиги. В следующем сезоне, когда Ассоциация объединилась с NPSL, владельцам Ламару Ханту и Биллу Макнатту пришлось строить новую команду с нуля. Они наняли Боба Капа тренером команды, который бежал со своей семьей из родной страны во время Венгерского восстания 1956 года. Кап учился у Ференца Пушкаша в футбольной академии в Венгрии. Он приехал в Даллас из Торонто, Канада, куда переехал после 1956 года.
В течение первых 6 месяцев Кап путешествовал по Европе, чтобы сформировать новый клуб. Привлекая молодых игроков, «Даллас Торнадо» стал очень сплочённым коллективом во время мирового турне. Мировое турне переносило их из Англии в Индию, из Индонезии во Вьетнам в разгар войны. Тур принёс «Даллас Торнадо» международную известность.
После сезона 1968 года в NASL были расформированы сразу десять команд. 1969 год был разделен на две половины. В первой половине был разыгран Международный Кубок, турнир в два круга, в котором оставшиеся клубы NASL были представлены командами, импортированными из Великобритании. «Торнадо» был вновь представлен «Данди Юнайтед». Клуб занял третье место в Кубке. Во второй половине 1969 года команды вернулись к своим обычным составам и сыграли 16 игр по графику без плей-офф.
«Даллас Торнадо» выиграли чемпионат NASL в 1971 году, победив «Атланта Чифс» со счетом 2-0 в финальном матче из серии в три игры, Майк Реншоу забил победный гол. За этим следовало ещё несколько титулов лиги. Два игрока — Кайл Роут (младший) (сын бывшего игрока в регби Кайла Роута из «Нью-Йорк Джайентс») и Стив Пичер — выиграли титул «Новичок Года» в 1973 и 1976 годах соответственно. Как и в случае с большинством клубов NASL, падение посещаемости способствовало расформированию клуба в 1981 году. Из двенадцати команд, которые состояли в Ассоциации 1967 года, «Торнадо» играл дольше всех — 15 сезонов.

## Тренеры
- Эл Миллер (1976—1980)